# Střední škola a Mateřská škola, Liberec, Na Bojišti 15
Střední škola a Mateřská škola Liberec, Na Bojišti 15, zkráceně SŠaMŠ, do roku 2013 Střední Odborná Škola a Gymnázium Liberec (SOŠaG), je škola v liberecké čtvrti Jeřáb s několika odbornými obory a gymnáziem. Na SOŠaG Liberec aktuálně[kdy?] studuje přibližně 900 žáků. Budova, která v historii sloužila různým typům německého i českého základního a středního školství, s důrazem na živnostenské a průmyslové obory, byla postavena roku 1916, další budovy školy v letech 1931 a 1934.

## Historie
Budovu obecné školy ve stylu pozdní secese s rysy přechodu k funkcionalismu v liberecké čtvrti III-Jeřáb na rohu ulic Americká a Na Bojišti postavili v letech 1914–1916 podle návrhu městského architekta Josefa Schuha sdružené stavební firmy Gustav a Ferdinand Mikschové a Robert Ernst Peuker z Liberce. Její kubusovitě odstupňovaná věž se stala dominantou čtvrti Na Jeřábu. V letech 1929–1931 bylo podle projektu libereckého architekta Maxe Kűhna přistavěno boční křídlo s dílnami a vlastním vchodem, v této budově sídlila německá Odborná okresní živnostenská pokračovací škola. V roce 1934 byla pro obě školy a různých spolků (Jahn) přistavěna přízemní tělocvična a k ní v dnešní Beskydské ulici městské veřejné vanové a sprchové lázně.
Budova sloužila především německému základnímu a učňovskému školství, například v roce 1930 měla oddělení pro pekaře, cukráře, krejčí, obuvníky, malíře a natěrače, tiskaře, pro zpracování kovů a dřeva a další obory. V roce 1935 bylo v nové budově 38 tříd, v níž se vyučovalo 40 živností při počtu 800 učňů.
Dne 19. září 1919 zde začalo ve čtyřech třídách druhého patra působit též České státní reformní reálné gymnázium jako první česká střední škola v Liberci. Již v roce 1920 se však přestěhovalo do nové budovy v Gymnazijní (Hálkově) ulici, kterou sdílelo s německým gymnáziem.
Školní instituce působící v budovách vystřídaly mnoho názvů: Česká odborná škola pokračovací Liberec (1920–1925), Česká živnostenská škola Liberec (1925–1939), Základní škola odborná (1945–1959), Učňovská škola (1959–1976), Střední škola pro pracující Na Bojišti (1976–1980), Střední odborné učiliště místního hospodářství (SOU MH, 1980–1991), Střední odborné učiliště Na Bojišti (1991–1993), Integrovaná střední škola Na Bojišti (1993–2007). K 29. březnu 2007 došlo k rozšíření oborů o gymnázium a pedagogické lyceum a 29. května 2007 zastupitelstvo Libereckého kraje schválilo změnu názvu školy na Střední odborná škola a Gymnázium, Liberec, Na Bojišti 15, příspěvková organizace. I v tak krátké době se podařilo vypsat přijímací řízení do prvních ročníků nových oborů a ty pak naplnit.[zdroj?] Také odmaturovaly maturitní ročníky gymnázia a pedagogického lycea.
V lednu 2013 byla v rámci instituce otevřena mateřská škola, organizace se poté prezentuje pod názvem Střední škola a Mateřská škola, Liberec, Na Bojišti 15.